# ديوان (شعر)

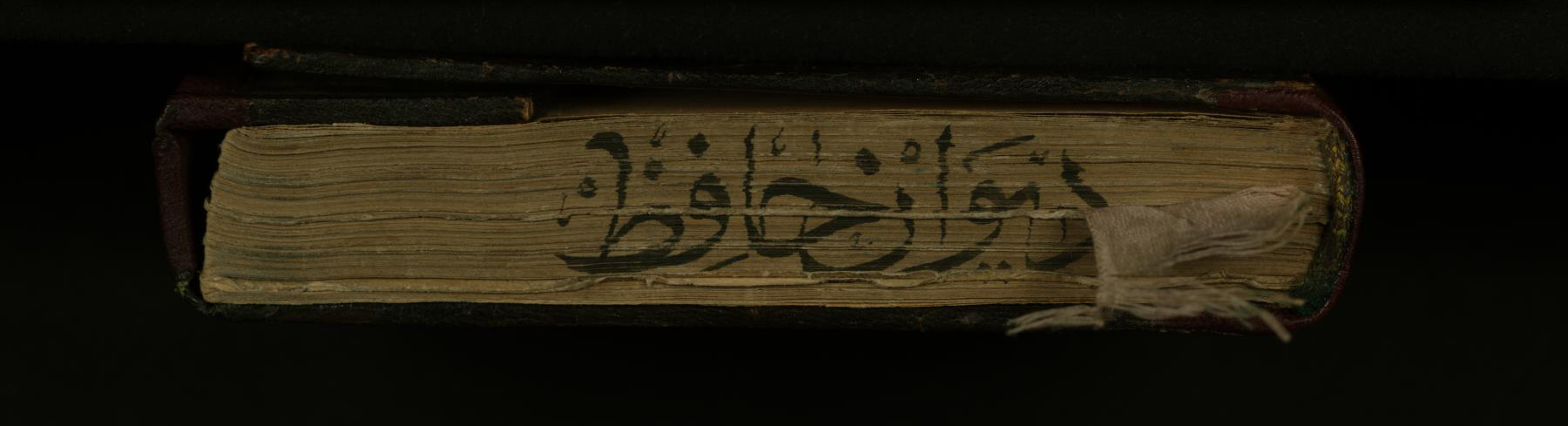

الديوان عند الشعراء هو كتاب جمعت فيه قصائد لشاعر واحد. الديوان نوع أدبي معروف في الشعر العربي والفارسي والعثماني والهندي.
وهي لفظة فارسية وجمعها دواوين. مشتقة من الفارسية القديمة 𐎮𐎡𐎱𐎡 و التي بدورها مشتقة من الكلمة الاكادية 𒁾𒁍𒌝  عبر العيلامية وفي النهاية من الكلمة السومرية 𒁾 دوب